# Gamby
Gamby is een plaats in de Deense regio Zuid-Denemarken, gemeente Nordfyn. De plaats telt 200 inwoners (2014). Gamby ligt aan de voormalige spoorlijn Odense - Middelfart. Het stationsgebouw is bewaard gebleven.